# Sechseläutenmarsch
Der Sechseläutenmarsch gilt als inoffizielle Hymne der Stadt Zürich und wird insbesondere am Zürcher Sechseläuten gespielt. In Deutschland wird er als Marsch der freiwilligen Jäger (aus den Befreiungskriegen) oder Alter Jägermarsch gespielt. Der Ursprung des Marsches ist nicht geklärt.

## Geschichte
Wer den Sechseläutenmarsch tatsächlich komponierte, ist nicht klar. Melodische Ähnlichkeiten finden sich zur Zeit Ludwigs XIV.; so wird etwa Jean Baptiste Lully als Komponist genannt. Anderen Quellen zufolge soll sein Ursprung im Zarenreich liegen, wo er als „Geschwindmarsch der Fusstruppen zur Zeit Suworows“ gespielt worden sein soll. Preussische Truppen übernahmen ihn und nannten ihn „Marsch der freiwilligen Jäger aus den Befreiungskriegen 1813–1815“ (AM II, 239).
Etwa 1870 machten die Konstanzer Regimentsmusik und die Colmarer Dragonermusik am Sechseläuten mit und spielten dort den Jägermarsch, der von den Zürcher Zünftern begeistert übernommen wurde. Die fanfarenartige Einleitung wird heute meist weggelassen. Auch am Biewerumer Quetschekerb wird der Marsch gespielt.
Im Russischen Kaiserreich wurde der als Jägermarsch (Егерский марш, Jegerski Marsch) bekannte Marsch durch das Leibgarde-Jägerregiment genutzt. Da in der Stalinzeit einige zaristische Armeeattribute wiedereingeführt wurden, wurde der Marsch bei der Moskauer Siegesparade von 1945 gespielt und ist auch heute noch gelegentlich bei russischen Militärparaden zu hören.
In Rottweil wird er traditionell zum Narrensprung von der Jugendkapelle gespielt, diese führt den „Narrensamen“ (Kinder) an. Erst darauf folgt die Stadtkapelle mit dem bekannten Narrenmarsch und den Narren im traditionellen Narrenkleidle.
Unter anderem benutzte der ehemalige Zürcher Lokalradiosender Radio Z (jetzt Energy Zürich) zwischen dem Sendestart 1983 und ca. 1986 den Anfang der Melodie des Marsches als Jingle für die Nachrichtensendung.

## Text
Aufgrund der markanten Melodie wird trivial (z. B. als Karnevalsmusik) eine Textunterlegung verwendet. Zu der Melodie des Marsches wird unter anderem gesungen:
Schon wieder eine Seele vom Alkohol gerettet-et

Schon wieder eine Seele vom Alkohol befreit